# Orde van de 25e februari 1948
De Orde van de 25e februari 1948 (Tsjechisch: Řád 25. února 1948) werd in 1949 in Tsjechoslowakije ingesteld om de communistische machtsgreep van 25 februari 1948 te herdenken. Na een langdurige infiltratie van leger, pers en ambtenarij had de Communistische Partij onder de leiding van Klement Gottwald de overige 12 ministers als "reactionair" betiteld en daarmee tot aftreden gedwongen. Gottwald riep daarop een "Socialistische Republiek Tsjechoslowakije" uit.
Deze Socialistische Orde heeft drie graden, maar de term "ridder" werd vermeden.
De versierselen
- De ster wordt zonder lint op de borst gedragen. Het is een vijfpuntige rood geëmailleerde zilveren ster die door zilveren vlammen is omringd. Op het centrale medaillon is een zilveren medaille ingelegd met de afbeelding van een opgeheven hand die een lindetak, het nationale symbool, en een vlag vasthoudt. Daarboven staat "25. února 1948".

- De zilveren medaille met de datum "25. února 1948" en de afbeelding van een opgeheven hand die een lindetak, het nationale symbool, en een vlag vasthoudt wordt aan een rood lint gedragen. Daarboven is een zilveren tak van de linde gebruikt om de medaille aan het lint te bevestigen.

- De bronzen medaille met de datum "25. února 1948" en de afbeelding van een opgeheven hand die een lindetak, het nationale symbool, en een vlag vasthoudt wordt aan een rood lint gedragen. Daarboven is een bronzen tak van de linde gebruikt om de medaille aan het lint te bevestigen.

Deze orde werd na het opheffen van Tsjechoslowakije in 1990 opgeheven. Men mag haar nog wel dragen.

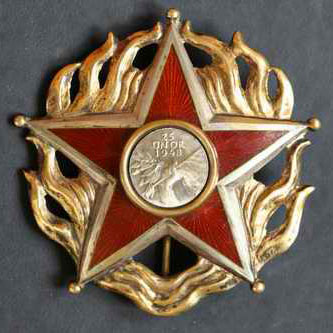
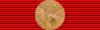
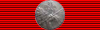
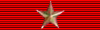

Het lint van de orde is rood.